# Gymnochthebius lustrosulcus
Gymnochthebius lustrosulcus är en skalbaggsart som beskrevs av Perkins 2005. Gymnochthebius lustrosulcus ingår i släktet Gymnochthebius och familjen vattenbrynsbaggar. Inga underarter finns listade i Catalogue of Life.